# Pseudotachidius bipartitus
Pseudotachidius bipartitus is een eenoogkreeftjessoort uit de familie van de Pseudotachidiidae. De wetenschappelijke naam van de soort is voor het eerst geldig gepubliceerd in 1980 door Montagna.